# Paraskiewi Papachristu
Paraskiewi Papachristu (gr.: Παρασκευή Παπαχρήστου, Paraskev̱í̱ Papachrí̱stou; ur. 17 kwietnia 1989 w Atenach) – grecka lekkoatletka, która specjalizuje się w trójskoku.
Brązowa medalistka mistrzostw świata juniorów (Bydgoszcz 2008). Podczas halowych mistrzostw Europy (Turyn 2009) zajęła 2. miejsce w eliminacjach, jednak w finale jako jedyna z 8 zawodniczek nie zaliczyła żadnej z 6 prób (pierwszych pięć spaliła, z ostatniej zrezygnowała). Powtórzenie rezultatu z eliminacji (14,47) dałoby jej brązowy medal. Dwukrotna złota medalistka młodzieżowych mistrzostw Europy (Kowno 2009 i Ostrawa 2011).
W 2012 miała reprezentować Grecję na igrzyskach olimpijskich w Londynie, jednak została wykluczona z reprezentacji narodowej za rasistowski wpis na jednym z portali społecznościowych.
W marcu 2016 zdobyła brązowy medal podczas halowych mistrzostw świata w Portland. W tym samym roku stanęła na najniższym stopniu podium mistrzostw Europy oraz zajęła 8. miejsce podczas igrzysk olimpijskich w Rio de Janeiro.
W kolejnym sezonie sięgnęła po brązowy medal rozgrywanych w Belgradzie halowych mistrzostw Europy. Zwyciężyła na mistrzostwach Europy w 2018 w Berlinie. W 2019 w Glasgow została halową wicemistrzynią Europy.
Wielokrotna mistrzyni Grecji.

## Rekordy życiowe
- trójskok (stadion) – 14,73 (2016) / 14,77w (2012)
- trójskok (hala) – 14,60 (2021)